# Национално знаме на Боливия
Националното знаме на Боливия е прието през 1851 г. Представлява три хоризонтални ивици – червена, жълта и зелена и гербът на Боливия, разположен в центъра. Държавното знаме има същата форма, но е добавен гърбът на страната в центъра.
Въпреки че Боливия няма излаз на море, в страната има военноморски флот, които плава из реки и езера. Деветте звезди на морския флаг обозначават деветте департамента на Боливия, а голямата звезда обозначава правото на излаз на море, което е загубено в резултат на Тихоокеанската война през 1884 г.
- Военно знаме. Отношение: 15:22
- Морски флаг. Отношение: 2:3.